# Pattaya Women's Open 1997
Il Pattaya Women's Open 1997 è stato un torneo di tennis giocato sul cemento.
È stata la 7ª edizione del Pattaya Women's Open, che fa parte della categoria Tier IV nell'ambito del WTA Tour 1997. 
Si è giocato a Pattaya in Thailandia, dal 17 al 23 novembre 1997.

## Campionesse

### Singolare
Henrieta Nagyová ha battuto in finale  Dominique Van Roost con il punteggio di 7–5, 6–7, 7–5

### Doppio
Kristine Kunce /  Corina Morariu hanno battuto in finale  Florencia Labat /  Dominique Van Roost con il punteggio di 6–3, 6–4